# 公园街道 (南昌市)
公园街道，是中华人民共和国江西省南昌市东湖区下辖的一个乡镇级行政单位。

## 简介
1954年设立公园街道，因一旁的八一公园而得名，是东湖区政府驻地所在街道。

## 历史沿革
1949年为上营坊街行政事务所，1954年成立公园街道，1960年改称公园公社，1978年分出部分辖区组建人民大道公社（今大院街道），1997年复称街道。
1997年时街道辖区为1.2平方千米，人口3.8万，省外办侧、市体委南、上营坊、皇殿侧北、广场北路西、江西宾馆侧、八一大道西、二附院侧、戴家巷南、戴家巷北、经堂巷第一、第二、第三、第四、区府西、环湖路南、北、佑民寺、花园角西、花园角东、南昌二中、江西省妇产医院、南昌军分区、省政府基建队、南昌有色治金设计院25个居委会；办事处驻地为民德路101号。

## 行政区划
公园街道下辖以下地区：
上营坊社区、民德路社区、经堂巷社区、戴家巷社区、环湖路社区、军分区家委会、妇保家委会、江西宾馆家委会和冶金设计家委会。

## 人口
2000年第五次全国人口普查公园街道总人口30157人，户籍人口27598人，居住在本地的户籍人口23480人。
2010年第六次全国人口普查公园街道常住人口30328人。